# Spilogona unispinata
Spilogona unispinata är en tvåvingeart som beskrevs av Xue och Zhao 1988. Spilogona unispinata ingår i släktet Spilogona och familjen husflugor. Inga underarter finns listade i Catalogue of Life.